# مرس‌عنخ چهارم
مرس‌عنخ چهارم (انگلیسی: Meresankh IV؛ زنده و فعال در ۲۴۲۰ پیش از میلاد) که با نام مرسی‌عنخ چهارم نیز شناخته می‌شود؛ حدود ۲۴۲۰ پیش از میلاد) ملکه‌ای از مصر باستان بود که گمان می‌رود در دودمان پنجم پادشاهی کهن مصر زندگی می‌کرده است. پیوندهای خانوادگی او هنوز موضوعی بحث‌برانگیز و در حال بررسی است.

## زندگی
از مرس‌عنخ چهارم مدارک اندکی باقی‌مانده که بتوان از آن‌ها اطلاعات دقیقی دربارهٔ زندگی‌اش به دست آورد. با این حال، به‌احتمال زیاد او در دوره‌ای از دودمان پنجم سلطنت کرده، چرا که آثار و بناهای اطراف محل دفنش به‌خوبی تاریخ‌گذاری شده‌اند.
در پژوهش خود با عنوان «تزئینات در آرامگاه‌های مصری در دوران پادشاهی کهن: مطالعه‌ای در جهت‌گیری و محتوای صحنه‌ها»، تاریخ‌نگار ایوون هارپر بازه‌ای دقیق‌تر ارائه می‌دهد و مرس‌عنخ چهارم را به یکی از دو پادشاه پایانی دودمان پنجم، یعنی جدکارع یا با احتمال کمتر، اوناس نسبت می‌دهد.
تحقیقات تازه‌تر دربارهٔ تعیین زمان زندگی مرس‌عنخ چهارم، او را به پادشاهان دیگری مانند نیوسررع و منکاوحور کایو مرتبط می‌دانند. مصرشناس و تاریخ‌نگار بریتانیایی آیدِن دادسون معتقد است که او در زمان پادشاهی منکاوحور کایو زندگی می‌کرده است. در مقابل، مصرشناس فرانسوی میشل بو در حالی‌که تمایل دارد او را به نیوسررع یا منکاوحور کایو نسبت دهد، دلیل قاطعی برای کنار گذاشتن هیچ‌یک از چهار پادشاه پایانی دودمان پنجم نمی‌بیند.
مرس‌عنخ چهارم دارای لقب «همسر پادشاه» بوده است، هرچند نام شاه همسر او مشخص نیست. بنابراین، او از جایگاه سلطنتی برخوردار بوده و احتمالاً در جریان زندگی خود، در دربار حضور فعال داشته است.